# Enlace de cuatro centros y dos electrones
Un enlace de cuatro centros y dos electrones (4c-2e) es un tipo de enlace químico en el que cuatro átomos comparten dos electrones en el enlace, lo que es inusual porque, en los enlaces químicos ordinarios, dos átomos comparten dos electrones (enlace 2c-2e). Se postula que este tipo de enlace está presente en ciertos clúster. Por ejemplo, el anión borano B6H7- es un cluster octaédrico, donde un catión de hidrógeno adicional está unido a una de las caras triangulares. Como resultado, el octaedro está distorsionado y puede identificarse un anillo romboide BBHH en el que tiene lugar un enlace 4c-2e. Este tipo de enlace está asociado en general con anillos romboides deficientes en electrones y es un campo de investigación relativamente nuevo, encajando con los ya bien establecidos enlace de tres centros y dos electrones y enlace de tres centros y cuatro electrones.
Un ejemplo de compuesto puramente orgánico con enlace de cuatro centros y dos electrones es el dicatión adamantilo.